# Kalmár Sándor (matematikus)
Kalmár Sándor, lovag (Sopron, 1838. december 11. – Bécs, 1919. augusztus 28.) matematikus, altengernagy, utazó.

## Életútja
1853-tól 1856-ig a trieszti tengerészeti akadémiát látogatta; 1857-59-ben tette első utazását a világ körül a Novara fregattal mint tengerészeti kadét és 1860-ban Ferdinánd Miksa főherceget kísérte Brazíliába az Elisabeth Yachton. 1861-63-ban a tengerész-növendékeknek a matematikát tanította az Arethusa, Saida, Huszár és Venus hajókon; 1865-től megszakítással és 1874-től állandóan a matematikai-geodätikai csoport tanára volt a császári és királyi katonai földrajzi intézetben, melynek 1879-től elnöke is volt. 1868-1869-ben és 1870-ben a trigonometriai munkálatokkal bízták meg a császári és királyi adriai tengerparti felvételeknél. 1880-ban meghatalmazott biztosnak neveztetett ki az európai fokmérési bizottságnál és 1887-től ezen intézet állandó bizottságának tagja volt.
Munkálatai a Mittheilungen des k. k. militär-geograpischen Institutes c. munkában (1881. I. Bericht über die internationale geographische Ausstellung in Venedig, 1884. IV. Die bei der astronomisch-geodätischen Landesvermessung in Oesterreich-Ungarn seit 1762 verwendeten Instrumente, 1890. X. Bericht über den Stand des Präcisions-Nivelliments in Europa mit Ende 1889); a Verhandlungen der Conferenzen der europäischen Gradmessung von 1879 angefangen c. műben (Jährliche Berichte über die Gradmessungs-Arbeiten des k. k. militär-geographischen Institutes); a Verhandlungen der internationalen Erdmessungenben (Paris, 1889. Rapport sur l'état actuel des travaux de nivellement de précision exécutés dans les differents pays de l'Association, 1890. Freiburg in Br. Bericht über das Präcisions-Nivellement in Europa).